# Protobonellia zenkevitchi
Protobonellia zenkevitchi is een lepelworm uit de familie Bonelliidae.
De wetenschappelijke naam van de soort werd in 1976 gepubliceerd door Galina Vansetti Murina.